# VfB Homberg
VfB Homberg – niemiecki klub piłkarski, grający obecnie w NRW-Lidze (odpowiednik piątej ligi), mający siedzibę w mieście Duisburg (Homberg to dzielnica Duisburga), leżącym w Nadrenii Północnej-Westfalii.

## Historia
- 01.07.1969 - został założony jako VfB Homberg (fuzja klubów Homberger SV (Homberger Spielverein 1903) i SpVgg Hochheide (Sportvereinigung Hochheide 1889/1919))

## Sukcesy
- 3 sezony w Verbandslidze Niederrhein (3. poziom): 1971/72-73/74.
- 2 sezony w Amateur-Oberlidze Nordrhein (3. poziom): 1990/91-91/92.
- mistrz Landesliga Niederrhein Gruppe 3 (4. poziom): 1971 (awans do Verbandsligi Niederrhein)
- mistrz Verbandsliga Niederrhein (4. poziom): 1990 (awans do Amateur-Oberligi Nordrhein)
- mistrz Landesliga Niederrhein Gruppe 3 (5. poziom): 1981 (awans do Verbandsligi Niederrhein)
- mistrz Landesliga Niederrhein Gruppe 3 (6. poziom): 2001 (awans do Verbandsligi Niederrhein)
- mistrz Niederrheinliga (6. poziom): 2010 (awans do NRW-Ligi)
- wicemistrz Verbandsliga Niederrhein (5. poziom): 2005 (awans do Oberligi Nordrhein)

## Sezony
| Lata    | Liga                                 | Pozycja |
| 1969-70 | Landesliga Niederrhein Gruppe 2 (IV) | 8       |
| 1970-71 | Landesliga Niederrhein Gruppe 3      | 1 ↑     |
| 1971-72 | Verbandsliga Niederrhein (III)       | 5       |
| 1972-73 | Verbandsliga Niederrhein             | 9       |
| 1973-74 | Verbandsliga Niederrhein             | 13 ↓    |
| 1974-75 | Landesliga Niederrhein Gruppe 3 (IV) | 7       |
| 1975-76 | Landesliga Niederrhein Gruppe 3      | 6       |
| 1976-77 | Landesliga Niederrhein Gruppe 3      | 8       |
| 1977-78 | Landesliga Niederrhein Gruppe 3      | 5       |
| 1978-79 | Landesliga Niederrhein Gruppe 3 (V)  | ?       |
| 1979-80 | Landesliga Niederrhein Gruppe 3      | ?       |
| 1980-81 | Landesliga Niederrhein Gruppe 3      | 1 ↑     |
| 1981-82 | Verbandsliga Niederrhein (IV)        | 7       |
| 1982-83 | Verbandsliga Niederrhein             | 5       |
| 1983-84 | Verbandsliga Niederrhein             | 6       |
| 1984-85 | Verbandsliga Niederrhein             | 8       |
| 1985-86 | Verbandsliga Niederrhein             | 5       |
| 1986-87 | Verbandsliga Niederrhein             | 5       |
| 1987-88 | Verbandsliga Niederrhein             | 4       |
| 1988-89 | Verbandsliga Niederrhein             | 5       |
| 1989-90 | Verbandsliga Niederrhein             | 1 ↑     |
| 1990-91 | Amateur-Oberliga Nordrhein (III)     | 12      |
| 1991-92 | Amateur-Oberliga Nordrhein           | 16 ↓    |
| 1992-93 | Verbandsliga Niederrhein (IV)        | 8       |
| 1993-94 | Verbandsliga Niederrhein             | 12      |
| 1994-95 | Verbandsliga Niederrhein (V)         | 11      |
| 1995-96 | Verbandsliga Niederrhein             | 11      |
| 1996-97 | Verbandsliga Niederrhein             | 15 ↓    |
| 1997-98 | Landesliga Niederrhein Gruppe 3 (VI) | 12      |
| 1998-99 | Landesliga Niederrhein Gruppe 3      | 4       |
| 1999-00 | Landesliga Niederrhein Gruppe 3      | ?       |
| 2000-01 | Landesliga Niederrhein Gruppe 3      | 1 ↑     |
| 2001-02 | Verbandsliga Niederrhein (V)         | 5       |
| 2002-03 | Verbandsliga Niederrhein             | 5       |
| 2003-04 | Verbandsliga Niederrhein             | 3       |
| 2004-05 | Verbandsliga Niederrhein             | 2 ↑     |
| 2005-06 | Oberliga Nordrhein (IV)              | 6       |
| 2006-07 | Oberliga Nordrhein                   | 15      |
| 2007-08 | Oberliga Nordrhein                   | 15 ↓    |
| 2008-09 | Niederrheinliga (VI)                 | 11      |
| 2009-10 | Niederrheinliga                      | 1 ↑     |
| 2010-11 | NRW-Liga (V)                         | 11      |
| 2011-12 | NRW-Liga                             | 16      |